# Uromyces
Uromyces is een geslacht van schimmels, dat behoort tot de roesten. Veel Uromyces-soorten tasten landbouwgewassen aan en zijn daardoor schadelijk.
Het mycelium van Uromyces-soorten groeit intercellulair en vormt het zuigdraden die tot in het weefsel van de gastheer groeien.

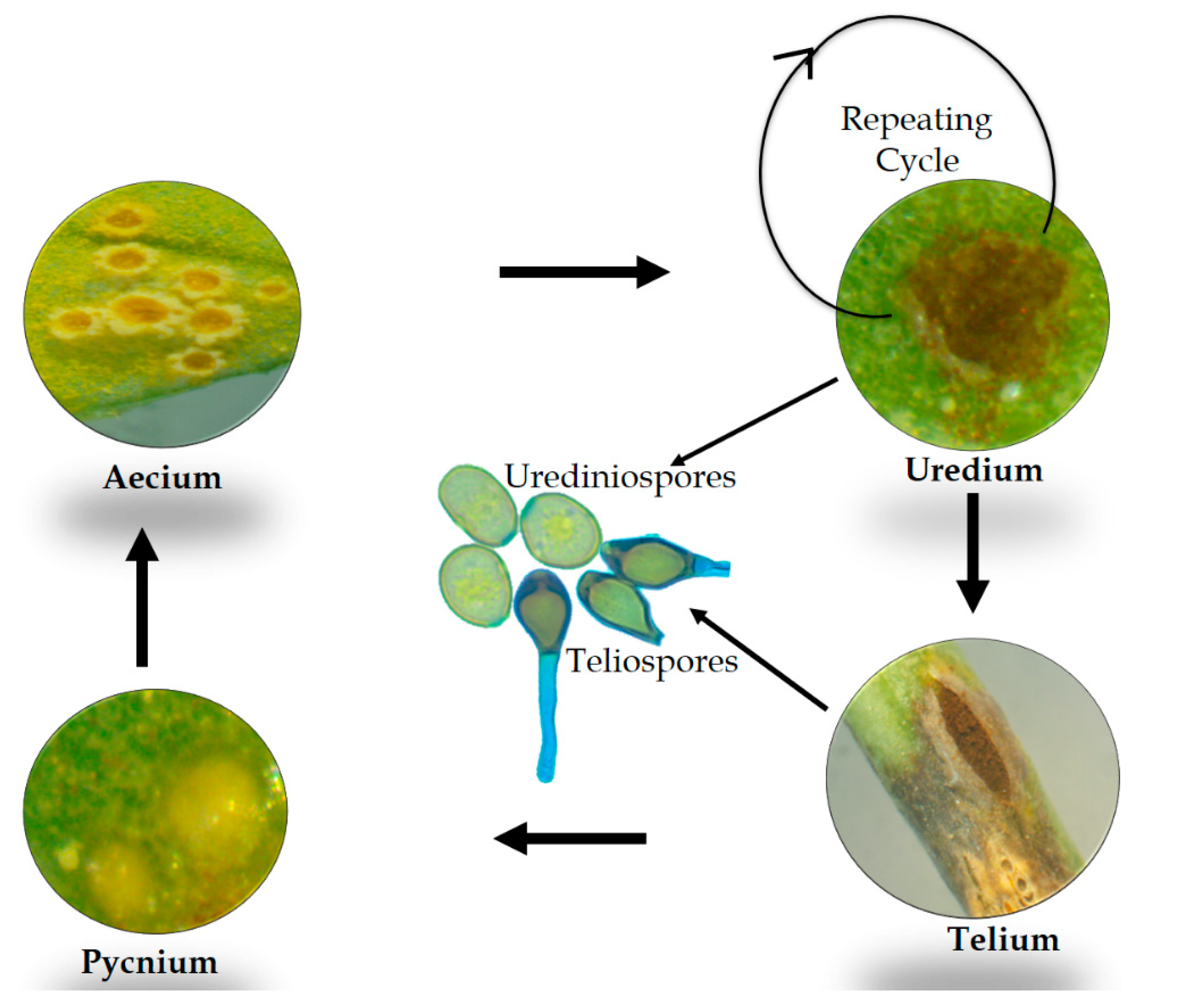
Levenscyclus

## Soorten
Volgens Index Fungorum telt het geslacht 990 soorten (peildatum februari 2023):
| Soortnaam                                                  | Auteur(s)                                                 | Publicatiejaar |
| ---------------------------------------------------------- | --------------------------------------------------------- | -------------- |
| Uromyces abbreviatus                                       | Arthur                                                    | 1915           |
| Uromyces acantholimonis                                    | Syd. & P. Syd.                                            | 1906           |
| Uromyces acetosae                                          | J. Schröt.                                                | 1876           |
| Uromyces achrous                                           | Syd. & P. Syd.                                            | 1907           |
| Uromyces aconiti                                           | Fuckel                                                    | 1884           |
| Uromyces aconiticola                                       | P. Zhao & L. Cai                                          | 2021           |
| Uromyces aconiti-lycoctoni                                 | (DC.) G. Winter                                           | 1881           |
| Uromyces acori                                             | T.S. Ramakr. & Rangaswami                                 | 1948           |
| Uromyces actinostemonis                                    | H.S. Jacks. & Holw.                                       | 1931           |
| Uromyces acuminatus                                        | Arthur                                                    | 1883           |
| Uromyces acutatus                                          | Fuckel                                                    | 1870           |
| Uromyces adelphicus                                        | Syd.                                                      | 1935           |
| Uromyces aecidiiformis                                     | (F. Strauss) C.C. Rees                                    | 1917           |
| Uromyces aegopogonis                                       | Dietel & Holw.                                            | 1897           |
| Uromyces aeluropodinus                                     | Tranzschel                                                | 1939           |
| Uromyces aeluropodis-repentis                              | Nattrass                                                  | 1937           |
| Uromyces aemulus                                           | Arthur                                                    | 1911           |
| Uromyces affinis                                           | G. Winter                                                 | 1885           |
| Uromyces agnatus                                           | Arthur                                                    | 1911           |
| Uromyces agropyri                                          | Barclay                                                   | 1891           |
| Uromyces agrostidis                                        | (Gonz. Frag.) A.L. Guyot                                  | 1938           |
| Uromyces aimeae                                            | Berndt                                                    | 2013           |
| Uromyces airae-flexuosae (Smeleroest)                      | Ferd. & Winge                                             | 1920           |
| Uromyces albidus                                           | Kirgizb.                                                  | 1986           |
| Uromyces albiziae                                          | Henn.                                                     | 1892           |
| Uromyces albucae                                           | Kalchbr. & Cooke                                          | 1882           |
| Uromyces albus                                             | (Clinton) Dietel & Holw.                                  | 1897           |
| Uromyces algeriensis                                       | P. Syd. & Syd.                                            | 1910           |
| Uromyces alhagi                                            | Szemb.                                                    | 1915           |
| Uromyces allii-monanthi                                    | Y. Harada                                                 | 1985           |
| Uromyces allii-sibirici                                    | Gjaerum                                                   | 1970           |
| Uromyces allii-victorialis                                 | Liou & Y.C. Wang                                          | 1935           |
| Uromyces aloes                                             | (Cooke) Magnus                                            | 1892           |
| Uromyces alopecuri                                         | Seym.                                                     | 1889           |
| Uromyces alpestris                                         | Tranzschel                                                | 1910           |
| Uromyces alsinis                                           | Tranzschel                                                | 1907           |
| Uromyces alstroemeriae                                     | Henn.                                                     | 1899           |
| Uromyces alysicarpi                                        | Wakef. & Hansf.                                           | 1949           |
| Uromyces alyxiae                                           | Arthur                                                    | 1925           |
| Uromyces amapaensis                                        | Sotão & Piovezan                                          | 2021           |
| Uromyces ambiens                                           | Cooke                                                     | 1874           |
| Uromyces ambiguus                                          | (DC.) Niessl                                              | 1864           |
| Uromyces americanus                                        | Speg.                                                     | 1909           |
| Uromyces amoenus                                           | Syd. & P. Syd.                                            | 1906           |
| Uromyces amphidymus                                        | Syd. & P. Syd.                                            | 1906           |
| Uromyces amphilophis-insculptae                            | T.S. Ramakr., Sriniv. & Sundaram                          | 1952           |
| Uromyces amurensis                                         | Kom.                                                      | 1898           |
| Uromyces anabasis                                          | Kazenas                                                   | 1959           |
| Uromyces anagyridis                                        | Roum.                                                     | 1880           |
| Uromyces andropogonis                                      | Tracy                                                     | 1893           |
| Uromyces andropogonis-annulati                             | Syd., P. Syd. & E.J. Butler                               | 1907           |
| Uromyces anguriae                                          | H.S. Jacks. & Holw.                                       | 1932           |
| Uromyces anomathecae                                       | Cooke                                                     | 1890           |
| Uromyces anotidis                                          | Petch                                                     | 1922           |
| Uromyces anotidis-monospermatis                            | T.S. Ramakr. & Sundaram                                   | 1955           |
| Uromyces anthacanthi                                       | H.S. Jacks.                                               | 1924           |
| Uromyces anthemophilus                                     | Vestergr.                                                 | 1905           |
| Uromyces antholyzae                                        | Syd. & P. Syd.                                            | 1904           |
| Uromyces anthyllidis (Cipreswolfsmelk-klaverroest)         | (Grev.) J. Schröt.                                        | 1875           |
| Uromyces antiguanus                                        | Cummins                                                   | 1940           |
| Uromyces antioquiensis                                     | Mayor                                                     | 1914           |
| Uromyces antipae                                           | Săvul. & O. Săvul.                                        | 1968           |
| Uromyces aphelandrae                                       | Syd.                                                      | 1925           |
| Uromyces apiosporus                                        | Hazsl.                                                    | 1873           |
| Uromyces apludae                                           | Syd., P. Syd. & E.J. Butler                               | 1907           |
| Uromyces appelianus                                        | Gassner                                                   | 1922           |
| Uromyces appendiculatus (Bonenroest)                       | (Pers.) Link                                              | 1816           |
| Uromyces aquiriensis                                       | Berndt                                                    | 2013           |
| Uromyces arasbaranensis                                    | M. Abbasi                                                 | 2021           |
| Uromyces araucanus                                         | Dietel & Neger                                            | 1897           |
| Uromyces archerianus                                       | Arthur & Fromme                                           | 1915           |
| Uromyces arenariae                                         | Tranzschel                                                | 1907           |
| Uromyces arenariae-grandiflorae                            | Mayor                                                     | 1922           |
| Uromyces argaeus                                           | Maire                                                     | 1906           |
| Uromyces argutus                                           | F. Kern                                                   | 1911           |
| Uromyces argyrolobii                                       | Doidge                                                    | 1927           |
| Uromyces ari-triphylli                                     | (Schwein.) Seeler                                         | 1942           |
| Uromyces arizonicus                                        | Tracy & Galloway                                          | 1888           |
| Uromyces armeriicola                                       | Speg.                                                     | 1924           |
| Uromyces asclepiadis                                       | Cooke                                                     | 1877           |
| Uromyces asperulae                                         | McAlpine                                                  | 1895           |
| Uromyces aspiliae                                          | H.S. Jacks. & Holw.                                       | 1932           |
| Uromyces aspiliellus                                       | Vienn.-Bourg.                                             | 1952           |
| Uromyces aspiliicola                                       | Cummins                                                   | 1945           |
| Uromyces astragali-alopecuri                               | Gjaerum                                                   | 1991           |
| Uromyces astragali-atropilosuli                            | Gjaerum                                                   | 1991           |
| Uromyces astragalicola                                     | Henn.                                                     | 1898           |
| Uromyces astragali-lasiosemi                               | Vienn.-Bourg.                                             | 1952           |
| Uromyces astragali-pseudoutrigeris                         | Gjaerum                                                   | 1991           |
| Uromyces atlanticus                                        | Guyot & Malençon                                          | 1957           |
| Uromyces atriplicis                                        | McAlpine                                                  | 1906           |
| Uromyces atropidis                                         | Tranzschel                                                | 1907           |
| Uromyces aureus                                            | Dietel & Holw.                                            | 1893           |
| Uromyces auriculae                                         | (Magnus) A. Buchheim                                      | 1924           |
| Uromyces azorellae                                         | Cooke                                                     | 1890           |
| Uromyces azukiicola                                        | Hirata                                                    | 1952           |
| Uromyces babianae                                          | Doidge                                                    | 1927           |
| Uromyces baccarinii                                        | Syd. & P. Syd.                                            | 1911           |
| Uromyces badius                                            | Syd.                                                      | 1924           |
| Uromyces baeumlerianus                                     | Bubák                                                     | 1908           |
| Uromyces bahiensis                                         | Perd.-Sánch.                                              | 2014           |
| Uromyces basellae                                          | Syd. & P. Syd.                                            | 1902           |
| Uromyces bauhiniae                                         | Henn.                                                     | 1895           |
| Uromyces bauhiniicola                                      | Arthur                                                    | 1905           |
| Uromyces beckeropsidis                                     | E. Castell.                                               | 1947           |
| Uromyces beckmanniae                                       | H.S. Jacks.                                               | 1918           |
| Uromyces behenis (Onvolledige sileneroest)                 | (DC.) Unger                                               | 1836           |
| Uromyces belemensis                                        | F.C. Albuq. & Figueiredo                                  | 1971           |
| Uromyces beloperones                                       | G.F. Laundon                                              | 1963           |
| Uromyces bermudianus                                       | Cummins                                                   | 1941           |
| Uromyces betae (Bietenroest)                               | (Pers.) Tul.                                              | 1854           |
| Uromyces bethelii                                          | Arthur                                                    | 1924           |
| Uromyces bicolor                                           | Ellis                                                     | 1893           |
| Uromyces bidenticola                                       | (Henn.) Arthur                                            | 1917           |
| Uromyces bidentis                                          | Lagerh.                                                   | 1895           |
| Uromyces bisbyi                                            | Savile                                                    | 1966           |
| Uromyces blainvilleae                                      | Berk.                                                     | 1873           |
| Uromyces blandus                                           | Syd.                                                      | 1931           |
| Uromyces boissierae                                        | Vienn.-Bourg.                                             | 1958           |
| Uromyces bolusii                                           | Massee                                                    | 1901           |
| Uromyces bomareae                                          | Henn.                                                     | 1899           |
| Uromyces bonaerensis                                       | Speg.                                                     | 1880           |
| Uromyces bonae-spei                                        | Bubák                                                     | 1910           |
| Uromyces bonaveriae                                        | P. Syd.                                                   | 1899           |
| Uromyces borealis                                          | Peck                                                      | 1881           |
| Uromyces bornmuelleri                                      | Magnus                                                    | 1893           |
| Uromyces borreriae                                         | Henn.                                                     | 1896           |
| Uromyces bosseri                                           | Vienn.-Bourg.                                             | 1963           |
| Uromyces bothriochloae-intermediae                         | Gorlenko                                                  | 1970           |
| Uromyces bouvardiae                                        | Syd. & P. Syd.                                            | 1903           |
| Uromyces bradburyae                                        | H.S. Jacks. & Holw.                                       | 1931           |
| Uromyces brandzae                                          | Săvul.                                                    | 1939           |
| Uromyces brasilianus                                       | Speg.                                                     | 1912           |
| Uromyces brasiliensis                                      | Trotter                                                   | 1904           |
| Uromyces bravensis                                         | Cummins                                                   | 1964           |
| Uromyces bresadolae                                        | Tranzschel                                                | 1910           |
| Uromyces briardii                                          | Har.                                                      | 1892           |
| Uromyces brizae                                            | Gäum., E. Müll. & Terrier                                 | 1957           |
| Uromyces brodiaeae                                         | Ellis & Harkn.                                            | 1884           |
| Uromyces bromicola                                         | Arthur & Holw.                                            | 1925           |
| Uromyces brominus                                          | Gucevič                                                   | 1952           |
| Uromyces buforrestiae                                      | Cummins                                                   | 1960           |
| Uromyces bugranae                                          | A.L. Guyot                                                | 1951           |
| Uromyces bulbinicola                                       | Doidge                                                    | 1927           |
| Uromyces bulbinus                                          | Thüm.                                                     | 1877           |
| Uromyces bunsteri                                          | (Neger) H.S. Jacks. & Holw.                               | 1926           |
| Uromyces bupleuri                                          | Magnus                                                    | 1899           |
| Uromyces bylianus                                          | Doidge                                                    | 1927           |
| Uromyces cacaliae                                          | (DC.) Unger                                               | 1836           |
| Uromyces cacciniae                                         | Jørst.                                                    | 1961           |
| Uromyces cachrydis                                         | Har.                                                      | 1891           |
| Uromyces caladii                                           | (Schwein.) Farl.                                          | 1879           |
| Uromyces calamagrostidis                                   | Uljan.                                                    | 1959           |
| Uromyces callicarpae                                       | (Petch) Fujik. ex S. Ito                                  | 1923           |
| Uromyces calopogonii                                       | Cummins                                                   | 1943           |
| Uromyces calotheus                                         | Syd.                                                      | 1937           |
| Uromyces calycotomes                                       | Gäum. & Terrier                                           | 1950           |
| Uromyces calystegiae                                       | de Bary ex Fuckel                                         | 1870           |
| Uromyces camphorosmae                                      | (Castagne) Har.                                           | 1914           |
| Uromyces canavaliae                                        | J.M. Yen                                                  | 1976           |
| Uromyces capensis                                          | Doidge                                                    | 1927           |
| Uromyces capitatus                                         | Syd. & P. Syd.                                            | 1902           |
| Uromyces caraganae                                         | (Thüm.) Magnus                                            | 1905           |
| Uromyces caraganicola                                      | Henn.                                                     | 1901           |
| Uromyces caricis-brunneae                                  | Morim.                                                    | 1961           |
| Uromyces caricis-dolichocarpae                             | Azbukina                                                  | 2005           |
| Uromyces caricis-rafflesianae                              | Mayor                                                     | 1915           |
| Uromyces caricis-schmidtii                                 | Tomilin                                                   | 1964           |
| Uromyces caricis-sempervirentis                            | E. Fisch.                                                 | 1898           |
| Uromyces carneus                                           | (Nees) Har.                                               | 1893           |
| Uromyces carpathicus                                       | Namysł.                                                   | 1911           |
| Uromyces carthagenensis                                    | Speg.                                                     | 1898           |
| Uromyces cassiae-mimosoidis                                | (Doidge) Doidge                                           | 1948           |
| Uromyces castaneus                                         | P. Syd. & Syd.                                            | 1909           |
| Uromyces cayaponiae                                        | Henn.                                                     | 1896           |
| Uromyces cearensis                                         | Berndt & F.O. Freire                                      | 2007           |
| Uromyces cedrelae                                          | (Henn.) Henn.                                             | 1907           |
| Uromyces celosiae                                          | Dietel & Holw.                                            | 1901           |
| Uromyces celtidis                                          | Dietel                                                    | 1907           |
| Uromyces cenisiae                                          | A.L. Guyot                                                | 1951           |
| Uromyces ceratocarpi                                       | Syd. & P. Syd.                                            | 1912           |
| Uromyces cestricola                                        | Speg.                                                     | 1912           |
| Uromyces chaetobromi                                       | Gjaerum                                                   | 1988           |
| Uromyces chaetolimonis                                     | Korbonsk.                                                 | 1951           |
| Uromyces charmelii                                         | Liou                                                      | 1929           |
| Uromyces chenopodii                                        | J. Schröt.                                                | 1880           |
| Uromyces chenopodii-fruticosi                              | (DC.) M. Abbasi & Aime                                    | 2020           |
| Uromyces chesneyae                                         | Tranzschel & Erem.                                        | 1939           |
| Uromyces chevalieri                                        | A.L. Guyot                                                | 1947           |
| Uromyces chilensis                                         | Dietel & Neger                                            | 1897           |
| Uromyces chiovendae                                        | Bacc.                                                     | 1916           |
| Uromyces chloridis                                         | Doidge                                                    | 1927           |
| Uromyces chlorogali                                        | Dietel & Holw.                                            | 1893           |
| Uromyces chorizanthis                                      | Ellis & Harkn.                                            | 1884           |
| Uromyces christensenii                                     | J. Anikster & I. Wahl                                     | 1967           |
| Uromyces chubutensis                                       | Speg.                                                     | 1902           |
| Uromyces ciceris-arietini                                  | (Grognot) Jacz. & G. Boyer                                | 1894           |
| Uromyces ciceris-soongaricae                               | S. Ahmad                                                  | 1961           |
| Uromyces circinalis                                        | Kalchbr. & Cooke                                          | 1879           |
| Uromyces circumscriptus                                    | Neger                                                     | 1896           |
| Uromyces cisneroanus                                       | Speg.                                                     | 1880           |
| Uromyces cladomanes                                        | Traverso                                                  | 1921           |
| Uromyces cladrastidis                                      | Kusano                                                    | 1905           |
| Uromyces clarus                                            | H.S. Jacks. & Holw.                                       | 1927           |
| Uromyces clavatus                                          | Dietel                                                    | 1897           |
| Uromyces claytoniae                                        | Cooke & Peck                                              | 1878           |
| Uromyces clignyi                                           | Pat. & Har.                                               | 1900           |
| Uromyces clignyioides                                      | Gjaerum                                                   | 1988           |
| Uromyces clitoriae                                         | Arthur                                                    | 1905           |
| Uromyces clivalis                                          | Mitter                                                    | 1935           |
| Uromyces clutiae                                           | Kalchbr. & Cooke                                          | 1882           |
| Uromyces cnidoscoli                                        | Henn.                                                     | 1895           |
| Uromyces cobresiae                                         | Korbonsk.                                                 | 1951           |
| Uromyces colchici (Herfsttijloosroest)                     | Massee                                                    | 1892           |
| Uromyces collinus                                          | J.F. Hennen & Cummins                                     | 1973           |
| Uromyces cologaniae                                        | Arthur                                                    | 1905           |
| Uromyces coloradensis                                      | Ellis & Everh.                                            | 1893           |
| Uromyces columbianus                                       | Mayor                                                     | 1913           |
| Uromyces coluteae                                          | Arthur                                                    | 1910           |
| Uromyces combreti                                          | Thaung                                                    | 1974           |
| Uromyces comedens                                          | P. Syd. & Syd.                                            | 1909           |
| Uromyces commelinae                                        | Cooke                                                     | 1888           |
| Uromyces compactus                                         | Peck                                                      | 1882           |
| Uromyces comptus                                           | P. Syd. & Syd.                                            | 1910           |
| Uromyces congoensis                                        | Syd. & P. Syd.                                            | 1909           |
| Uromyces conicus                                           | Jørst.                                                    | 1956           |
| Uromyces coordinatus                                       | Arthur                                                    | 1921           |
| Uromyces corallocarpi                                      | W.T. Dale                                                 | 1955           |
| Uromyces cordiae                                           | Henn.                                                     | 1899           |
| Uromyces coronatus                                         | Yoshin.                                                   | 1907           |
| Uromyces coronillae                                        | Vienn.-Bourg.                                             | 1950           |
| Uromyces correntinus                                       | J.C. Lindq.                                               | 1952           |
| Uromyces corrugatus                                        | Speg.                                                     | 1909           |
| Uromyces costaricensis                                     | Syd.                                                      | 1925           |
| Uromyces costesianus                                       | Speg.                                                     | 1921           |
| Uromyces crassipes                                         | Dietel & Neger                                            | 1899           |
| Uromyces crassivertex                                      | Dietel                                                    | 1903           |
| Uromyces crepidis-fraasii                                  | Kaps.-Gotsi                                               | 1986           |
| Uromyces cretensis                                         | Petr.                                                     | 1943           |
| Uromyces cristatulus                                       | Tranzschel                                                | 1910           |
| Uromyces cristatus                                         | J. Schröt. & Niessl                                       | 1877           |
| Uromyces cristulatus                                       | Tranzschel                                                | 1910           |
| Uromyces croci (Gewone crocusroest)                        | Pass. ex G. Winter                                        | 1881           |
| Uromyces crotalariae-nitens                                | Salazar-Yepes & Buriticá                                  | 2008           |
| Uromyces cruchetii                                         | Mayor                                                     | 1914           |
| Uromyces cruckshanksiae                                    | Cummins & Bonar                                           | 1941           |
| Uromyces cucubali                                          | Hirats. & Hashioka                                        | 1935           |
| Uromyces cucullatus                                        | Syd. & P. Syd.                                            | 1904           |
| Uromyces cucumivorus                                       | Berndt                                                    | 2013           |
| Uromyces cuenodii                                          | Maire                                                     | 1919           |
| Uromyces cuspidatus                                        | G. Winter                                                 | 1887           |
| Uromyces cyanotidis                                        | Cummins                                                   | 1941           |
| Uromyces cyathulae                                         | Henn.                                                     | 1893           |
| Uromyces cyperi                                            | Henn.                                                     | 1893           |
| Uromyces cypericola                                        | Gjaerum                                                   | 1990           |
| Uromyces cyprius                                           | Vienn.-Bourg.                                             | 1969           |
| Uromyces cystopiformis                                     | Lagerh.                                                   | 1910           |
| Uromyces cytisi                                            | J. Schröt.                                                | 1878           |
| Uromyces dactylidis (Boterbloem-grassenroest)              | G.H. Otth                                                 | 1861           |
| Uromyces dactyloctenii                                     | Wakef. & Hansf.                                           | 1949           |
| Uromyces dactylocteniicola                                 | (Speg.) J.C. Lindq.                                       | 1943           |
| Uromyces danthoniae                                        | McAlpine                                                  | 1906           |
| Uromyces decoratus                                         | Syd. & P. Syd.                                            | 1907           |
| Uromyces deeringiae                                        | Syd. & P. Syd.                                            | 1903           |
| Uromyces delagoensis                                       | Bubák                                                     | 1910           |
| Uromyces demetrionianus                                    | Pazschke                                                  | 1895           |
| Uromyces dendroseridis                                     | Keissl.                                                   | 1927           |
| Uromyces densus                                            | Arthur                                                    | 1915           |
| Uromyces desmodii                                          | Cooke                                                     | 1878           |
| Uromyces desmodiicola                                      | Jørst.                                                    | 1959           |
| Uromyces desmodii-leiocarpi                                | Henn.                                                     | 1908           |
| Uromyces devoluensis                                       | Gäum.                                                     | 1953           |
| Uromyces dianthi (Wolfsmelk-anjerroest)                    | (Pers.) Niessl                                            | 1872           |
| Uromyces dianthi-caryophylli                               | Monchot                                                   | 1937           |
| Uromyces dichromenae                                       | W.T. Dale                                                 | 1955           |
| Uromyces dictyospermae                                     | Ellis & Everh. ex Tranzschel                              | 1910           |
| Uromyces didymae                                           | Gapon.                                                    | 1986           |
| Uromyces dieramatis                                        | Doidge                                                    | 1948           |
| Uromyces dietelianus                                       | Pazschke                                                  | 1891           |
| Uromyces digitariae-adscendentis                           | Y.C. Wang                                                 | 1965           |
| Uromyces dilucidus                                         | Cummins                                                   | 1939           |
| Uromyces diniensis                                         | A.L. Guyot                                                | 1938           |
| Uromyces dinteri                                           | Mennicken, W. Maier & Oberw.                              | 2005           |
| Uromyces dipcadi                                           | Gjaerum                                                   | 1984           |
| Uromyces discariae                                         | G. Cunn.                                                  | 1923           |
| Uromyces dispersus                                         | Hirats. f.                                                | 1943           |
| Uromyces dobremezii                                        | Durrieu                                                   | 1987           |
| Uromyces doebbeleri                                        | Berndt                                                    | 2004           |
| Uromyces dolichi                                           | Cooke                                                     | 1882           |
| Uromyces dolicholi                                         | Arthur                                                    | 1906           |
| Uromyces dolichosporus                                     | Dietel & Holw.                                            | 1901           |
| Uromyces doricus                                           | Maire                                                     | 1930           |
| Uromyces dorystaechadis                                    | Gjaerum & Bahç.                                           | 2004           |
| Uromyces drimiopsidis                                      | Doidge                                                    | 1941           |
| Uromyces dubiosus                                          | Henn.                                                     | 1895           |
| Uromyces ducellieri                                        | Maire                                                     | 1917           |
| Uromyces dusenii                                           | Dietel & Neger                                            | 1899           |
| Uromyces echinodes                                         | Kunze ex Henn.                                            | 1897           |
| Uromyces ecklonii                                          | Bubák                                                     | 1910           |
| Uromyces eclipsis                                          | Berndt                                                    | 2009           |
| Uromyces edwardsiae                                        | G. Cunn.                                                  | 1924           |
| Uromyces ehrhartae                                         | McAlpine                                                  | 1906           |
| Uromyces ehrhartae-giganteae                               | Doidge                                                    | 1927           |
| Uromyces elegans                                           | (Berk. & M.A. Curtis) Lagerh.                             | 1895           |
| Uromyces eleocharidis                                      | Arthur                                                    | 1906           |
| Uromyces ellipticus                                        | Dietel & Neger                                            | 1896           |
| Uromyces ellisianus                                        | Henn.                                                     | 1898           |
| Uromyces emmeorhizae                                       | Syd.                                                      | 1930           |
| Uromyces epicampis                                         | Dietel & Holw.                                            | 1897           |
| Uromyces eragrostidicola                                   | Gjaerum                                                   | 1988           |
| Uromyces eragrostidis                                      | Tracy                                                     | 1893           |
| Uromyces eriochloae                                        | (Syd. & P. Syd.) Syd., P. Syd. & E.J. Butler              | 1907           |
| Uromyces eriogoni                                          | Ellis & Harkn.                                            | 1884           |
| Uromyces eriospermi                                        | Kalchbr. & Cooke                                          | 1882           |
| Uromyces ermelensis                                        | Doidge                                                    | 1927           |
| Uromyces ervi                                              | (Wallr.) Westend.                                         | 1854           |
| Uromyces erythrinae                                        | Lagerh.                                                   | 1910           |
| Uromyces erythronii (Hondstandroest)                       | (DC.) Pass.                                               | 1867           |
| Uromyces eugenei-mayorii                                   | M. Morelet                                                | 1969           |
| Uromyces eulophiae                                         | Gjaerum                                                   | 1984           |
| Uromyces euphaeus                                          | Syd.                                                      | 1937           |
| Uromyces euphlebius                                        | Syd. & P. Syd.                                            | 1921           |
| Uromyces euphorbiae                                        | Cooke & Peck                                              | 1873           |
| Uromyces euphorbiae-connatae                               | Speschnew                                                 | 1901           |
| Uromyces euphorbiae-javanicae                              | E. Fisch.                                                 | 1919           |
| Uromyces euphorbiae-lunulatae                              | Liou & Y.C. Wang                                          | 1935           |
| Uromyces euphorbiae-nicaeensis                             | Unamuno                                                   | 1935           |
| Uromyces euphorbiae-polytimeticae                          | Zenkova                                                   | 1963           |
| Uromyces euphorbiicola                                     | (Berk. & M.A. Curtis) Tranzschel                          | 1910           |
| Uromyces eurotiae                                          | Tranzschel                                                | 1907           |
| Uromyces euryopsidicola                                    | A.R. Wood & M. Scholler                                   | 2005           |
| Uromyces evastigatus                                       | Cummins                                                   | 1939           |
| Uromyces fallens (Klaverroest)                             | (Desm.) Barthol.                                          | 1928           |
| Uromyces fatouae                                           | Henn.                                                     | 1902           |
| Uromyces fedtschenkoi                                      | Faizieva                                                  | 1986           |
| Uromyces ferganensis                                       | Tranzschel & Erem.                                        | 1939           |
| Uromyces ferrariae                                         | Doidge                                                    | 1948           |
| Uromyces ferulae                                           | Juel                                                      | 1901           |
| Uromyces ferulaginis                                       | Lindr.                                                    | 1902           |
| Uromyces festucae-nigricantis                              | Gonz. Frag.                                               | 1914           |
| Uromyces ficariae (Speenkruidroest)                        | (Schumach.) Lév.                                          | 1860           |
| Uromyces fiebrigii                                         | Henn. & Vestergr.                                         | 1905           |
| Uromyces fiorianus                                         | Sacc.                                                     | 1910           |
| Uromyces fischerianus                                      | Mayor                                                     | 1906           |
| Uromyces fischeri-eduardi (Wolfsmelk-wikkeroest)           | Magnus                                                    | 1907           |
| Uromyces flavicomae                                        | Liou                                                      | 1929           |
| Uromyces flemmingiae                                       | Henn.                                                     | 1908           |
| Uromyces fleuryae                                          | J.M. Yen                                                  | 1973           |
| Uromyces floralis                                          | Vestergr.                                                 | 1905           |
| Uromyces floscopae                                         | Syd. & P. Syd.                                            | 1916           |
| Uromyces fontii                                            | Gonz. Frag.                                               | 1928           |
| Uromyces formosus                                          | Syd. & P. Syd.                                            | 1908           |
| Uromyces foveolatus                                        | Juel                                                      | 1897           |
| Uromyces fragilipes                                        | Tranzschel                                                | 1907           |
| Uromyces fraserae                                          | Arthur & Ricker                                           | 1902           |
| Uromyces fremonti                                          | Syd. & P. Syd.                                            | 1906           |
| Uromyces fulgens                                           | Bubák                                                     | 1907           |
| Uromyces fuscatus                                          | Arthur                                                    | 1918           |
| Uromyces gaeumannii                                        | Mayor & Vienn.-Bourg.                                     | 1949           |
| Uromyces gageae                                            | Beck                                                      | 1881           |
| Uromyces galactiae                                         | Rezende & Dianese                                         | 2003           |
| Uromyces galegae                                           | Sacc.                                                     | 1874           |
| Uromyces galegicola                                        | Woron.                                                    | 1927           |
| Uromyces galii                                             | Dietel                                                    | 1907           |
| Uromyces galii-californici                                 | Linder                                                    | 1939           |
| Uromyces galphimiae                                        | Dietel & Holw.                                            | 1897           |
| Uromyces garanbiensis                                      | (Hirats. f. & Hashioka) Sawada                            | 1943           |
| Uromyces gaubae                                            | Petr.                                                     | 1953           |
| Uromyces gausseni                                          | Mayor & Vienn.-Bourg.                                     | 1949           |
| Uromyces geissorhizae                                      | Henn.                                                     | 1900           |
| Uromyces gemmatus                                          | Berk. & M.A. Curtis                                       | 1868           |
| Uromyces genistae                                          | Fuckel                                                    | 1870           |
| Uromyces gentianae                                         | Arthur                                                    | 1891           |
| Uromyces geranii (Eencellige geraniumroest)                | (DC.) G.H. Otth & Wartm.                                  | 1847           |
| Uromyces geraniicola                                       | Speg.                                                     | 1924           |
| Uromyces ghaznicus                                         | Petr.                                                     | 1963           |
| Uromyces giganteus                                         | Speg.                                                     | 1879           |
| Uromyces gigantiformis                                     | Salazar-Yepes & Buriticá                                  | 2008           |
| Uromyces gilgitae                                          | S. Ahmad                                                  | 1961           |
| Uromyces gladioli                                          | Henn.                                                     | 1895           |
| Uromyces globosus                                          | Dietel & Holw.                                            | 1897           |
| Uromyces glyceriae                                         | Arthur                                                    | 1910           |
| Uromyces glycyrrhizae                                      | (Rabenh.) Magnus                                          | 1890           |
| Uromyces gnaphalii                                         | Ellis & Everh.                                            | 1893           |
| Uromyces gouaniae                                          | F. Kern                                                   | 1911           |
| Uromyces goyazensis                                        | Henn.                                                     | 1895           |
| Uromyces graminis                                          | (Niessl) Dietel                                           | 1892           |
| Uromyces grandiotii                                        | Gäum.                                                     | 1936           |
| Uromyces greenstockii                                      | Doidge                                                    | 1927           |
| Uromyces guatemalensis                                     | Vestergr.                                                 | 1905           |
| Uromyces guayacuru                                         | Speg.                                                     | 1881           |
| Uromyces gueldenstaedtiae                                  | Liou & Y.C. Wang                                          | 1935           |
| Uromyces guerkeanus                                        | Henn.                                                     | 1893           |
| Uromyces guraniae                                          | Mayor                                                     | 1914           |
| Uromyces gypsophilae                                       | Cooke                                                     | 1880           |
| Uromyces habrochloae                                       | Gjaerum                                                   | 1988           |
| Uromyces hainanicus                                        | J.Y. Zhuang & S.X. Wei                                    | 1999           |
| Uromyces halimodendri                                      | Solkina                                                   | 1928           |
| Uromyces handelii                                          | Bubák                                                     | 1914           |
| Uromyces haraeanus                                         | Syd. & P. Syd.                                            | 1912           |
| Uromyces hardenbergiae                                     | McAlpine                                                  | 1906           |
| Uromyces hariotianus                                       | Lagerh.                                                   | 1918           |
| Uromyces harmsianus                                        | (Henn.) Doidge                                            | 1927           |
| Uromyces haussknechtii                                     | Tranzschel                                                | 1910           |
| Uromyces hawksworthii                                      | É.S.C. Souza, Z.M. Chaves, W.R.O. Soares, Pinho & Dianese | 2015           |
| Uromyces hedysari-obscuri                                  | (DC.) Carestia & Picc.                                    | 1871           |
| Uromyces hedysari-paniculati                               | (Schwein.) Farl.                                          | 1879           |
| Uromyces heimerlianus                                      | Magnus                                                    | 1907           |
| Uromyces heimii                                            | Mayor & Vienn.-Bourg.                                     | 1949           |
| Uromyces helichrysi                                        | Lagerh.                                                   | 1899           |
| Uromyces heliotropii                                       | Sred.                                                     | 1896           |
| Uromyces hellebori-thibetani                               | J.Y. Zhuang & S.X. Wei                                    | 2003           |
| Uromyces hemmendorfii                                      | Vestergr.                                                 | 1905           |
| Uromyces hermonis                                          | Magnus                                                    | 1899           |
| Uromyces herterianus                                       | Dietel                                                    | 1937           |
| Uromyces hessii                                            | Berndt                                                    | 2020           |
| Uromyces heterantherae                                     | (Henn.) P. Syd. & Syd.                                    | 1910           |
| Uromyces heterodermus                                      | Syd. & P. Syd.                                            | 1906           |
| Uromyces heterogeneus                                      | Cooke                                                     | 1876           |
| Uromyces heteromallus                                      | Syd.                                                      | 1939           |
| Uromyces heteromorphae                                     | Thüm.                                                     | 1877           |
| Uromyces hewittiae                                         | Syd. & P. Syd.                                            | 1906           |
| Uromyces hidakaensis                                       | Muray. & Takeuchi                                         | 1955           |
| Uromyces himalaicus                                        | Y. Ono, Adhikari & Rajbh.                                 | 1988           |
| Uromyces hippocrepidis                                     | Syd. & P. Syd.                                            | 1921           |
| Uromyces hippomarathri                                     | Lindr.                                                    | 1901           |
| Uromyces hippomarathricola                                 | Sousa da Câmara                                           | 1936           |
| Uromyces hobsonii                                          | Vize                                                      | 1876           |
| Uromyces holci                                             | Jørst.                                                    | 1957           |
| Uromyces holubii                                           | Doidge                                                    | 1941           |
| Uromyces holwayi                                           | Lagerh.                                                   | 1889           |
| Uromyces hordeastri                                        | A.L. Guyot                                                | 1938           |
| Uromyces houstoniatus                                      | J. Sheld.                                                 | 1909           |
| Uromyces howei                                             | (Peck) De Toni                                            | 1878           |
| Uromyces huallagensis                                      | Henn.                                                     | 1904           |
| Uromyces hyacinthi                                         | W. Schneid.                                               | 1927           |
| Uromyces hyalinus                                          | Peck                                                      | 1878           |
| Uromyces hybridi                                           | W.H. Davis                                                | 1924           |
| Uromyces hyderabadensis                                    | Ramachar, K.N. Rao & Bagyan.                              | 1987           |
| Uromyces hydrocotylicola                                   | J.Y. Zhuang                                               | 1986           |
| Uromyces hymenocarpi                                       | Jaap                                                      | 1915           |
| Uromyces hyparrheniae                                      | Gjaerum                                                   | 1983           |
| Uromyces hyparrheniicola                                   | Gjaerum                                                   | 1988           |
| Uromyces hyperici                                          | (Schwein.) M.A. Curtis                                    | 1867           |
| Uromyces hyperici-frondosi                                 | (Schwein.) Arthur                                         | 1883           |
| Uromyces hypericinus                                       | Speg.                                                     | 1909           |
| Uromyces hypoestis                                         | Tarr & G.F. Laundon                                       | 1963           |
| Uromyces hypsophilus                                       | Speg.                                                     | 1902           |
| Uromyces ictericus                                         | Cummins                                                   | 1941           |
| Uromyces ignobilis                                         | (Syd. & P. Syd.) Arthur                                   | 1915           |
| Uromyces illotus                                           | Arthur & Holw.                                            | 1918           |
| Uromyces imperfectus                                       | Arthur                                                    | 1920           |
| Uromyces inaequialtus                                      | Lasch                                                     | 1859           |
| Uromyces inayatii                                          | Syd. & P. Syd.                                            | 1907           |
| Uromyces indicus                                           | Pat.                                                      | 1886           |
| Uromyces indigoferae                                       | Dietel & Holw.                                            | 1901           |
| Uromyces induratus                                         | Syd., P. Syd. & Holw.                                     | 1903           |
| Uromyces infarctus                                         | Berndt                                                    | 2013           |
| Uromyces inflatus                                          | (Cooke) McKenzie                                          | 2008           |
| Uromyces ingicola                                          | Henn.                                                     | 1904           |
| Uromyces ingiphilus                                        | Speg.                                                     | 1925           |
| Uromyces insignis                                          | P. Syd. & Syd.                                            | 1909           |
| Uromyces insularis                                         | Arthur                                                    | 1906           |
| Uromyces intricatus                                        | Cooke                                                     | 1878           |
| Uromyces invisus                                           | (Speg.) Speg.                                             | 1925           |
| Uromyces ipatingae                                         | F.A. Ferreira & Y. Hirats.                                | 1999           |
| Uromyces iranensis                                         | M. Abbasi                                                 | 2021           |
| Uromyces iresines                                          | Lagerh.                                                   | 1910           |
| Uromyces isachnes                                          | Petch                                                     | 1917           |
| Uromyces itoanus                                           | Hirats. f.                                                | 1935           |
| Uromyces ixiae                                             | (Lév.) G. Winter                                          | 1884           |
| Uromyces jacksonii                                         | Arthur & Fromme                                           | 1915           |
| Uromyces jamaicensis                                       | Vestergr.                                                 | 1905           |
| Uromyces janiphae                                          | (G. Winter) Arthur                                        | 1915           |
| Uromyces jatrophae                                         | Dietel & Holw.                                            | 1897           |
| Uromyces jatrophicola                                      | Henn.                                                     | 1908           |
| Uromyces joffrinii                                         | Delacr.                                                   | 1902           |
| Uromyces johowii                                           | Dietel & Neger                                            | 1896           |
| Uromyces jonesii                                           | Peck                                                      | 1882           |
| Uromyces jordianus                                         | Bubák                                                     | 1905           |
| Uromyces junci (Heelblaadjes-rusroest)                     | Tul.                                                      | 1854           |
| Uromyces juncicola                                         | Speg.                                                     | 1909           |
| Uromyces junci-effusi                                      | P. Syd. & Syd.                                            | 1910           |
| Uromyces juncinus                                          | Thüm.                                                     | 1879           |
| Uromyces kaernbachii                                       | Henn.                                                     | 1892           |
| Uromyces kaimontanus                                       | Hirats. f. & S. Sato                                      | 1959           |
| Uromyces kalmusii                                          | Sacc.                                                     | 1880           |
| Uromyces karjaginii                                        | Uljan.                                                    | 1959           |
| Uromyces kaviriae                                          | M. Abbasi                                                 | 2021           |
| Uromyces kawakamii                                         | Syd. & P. Syd.                                            | 1914           |
| Uromyces kentaniensis                                      | Doidge                                                    | 1927           |
| Uromyces kenyensis                                         | J.F. Hennen                                               | 1956           |
| Uromyces kigesianus                                        | Cummins                                                   | 1952           |
| Uromyces kisantuensis                                      | Henn.                                                     | 1907           |
| Uromyces klebahnii                                         | E. Fisch.                                                 | 1914           |
| Uromyces klotzschianus                                     | B. Ali                                                    | 2019           |
| Uromyces kochiae                                           | Syd. & P. Syd.                                            | 1912           |
| Uromyces kochianus                                         | Gäum.                                                     | 1933           |
| Uromyces koeleriae                                         | Uljan.                                                    | 1959           |
| Uromyces komarowii                                         | Bubák                                                     | 1902           |
| Uromyces kondoi                                            | Miura                                                     | 1928           |
| Uromyces krameriae                                         | Arthur                                                    | 1918           |
| Uromyces krantzbergensis                                   | Doidge                                                    | 1949           |
| Uromyces kunigamiensis                                     | Shimab.                                                   | 1960           |
| Uromyces kurtzii                                           | Henn.                                                     | 1894           |
| Uromyces kwangensis                                        | Henn.                                                     | 1907           |
| Uromyces kwangsianus                                       | Cummins                                                   | 1957           |
| Uromyces lachenaliae                                       | Doidge                                                    | 1927           |
| Uromyces laevigatus                                        | Syd. & P. Syd.                                            | 1912           |
| Uromyces laevis                                            | Körn.                                                     | 1877           |
| Uromyces langtangensis                                     | Durrieu                                                   | 1987           |
| Uromyces lapeyrousiae                                      | Petr.                                                     | 1959           |
| Uromyces lapponicus                                        | Lagerh.                                                   | 1890           |
| Uromyces largus                                            | Arthur & Cummins                                          | 1933           |
| Uromyces laserpitii-graminis                               | E. Fisch.                                                 | 1906           |
| Uromyces lasiocorydis                                      | Henn.                                                     | 1893           |
| Uromyces lathyrinus                                        | Speg.                                                     | 1881           |
| Uromyces latimammatus                                      | J.Y. Zhuang & S.X. Wei                                    | 2011           |
| Uromyces lazistanicus                                      | Petr.                                                     | 1942           |
| Uromyces lenticola                                         | Petr.                                                     | 1953           |
| Uromyces leonotidis                                        | Bagyan., Gjaerum & M. Raju                                | 2003           |
| Uromyces leptaleus                                         | Syd.                                                      | 1931           |
| Uromyces leptochloae                                       | Wakef.                                                    | 1949           |
| Uromyces lereddei                                          | Dupias                                                    | 1953           |
| Uromyces lespedezae                                        | (Thüm.) Peck                                              | 1879           |
| Uromyces lespedezae-bicoloris                              | F.L. Tai & C.C. Cheo                                      | 1937           |
| Uromyces lespedezae-macrocarpae                            | Liou & Y.C. Wang                                          | 1935           |
| Uromyces lespedezae-procumbentis                           | (Schwein.) Lagerh.                                        | 1867           |
| Uromyces lespedezae-sericeae                               | S. Ahmad                                                  | 1956           |
| Uromyces libycus                                           | Trotter                                                   | 1912           |
| Uromyces ligulariae                                        | Hirats. & Hoshioka                                        | 1934           |
| Uromyces limonii-caroliniani                               | Savile & Conners                                          | 1951           |
| Uromyces limosellae                                        | F. Ludw.                                                  | 1889           |
| Uromyces lineolatus (Schermbloemen-heenroest)              | (Desm.) J. Schröt.                                        | 1876           |
| Uromyces loculatus                                         | Cummins                                                   | 1960           |
| Uromyces loculiformis                                      | T.S. Ramakr. & K. Ramakr.                                 | 1948           |
| Uromyces lomandracearum                                    | J. Walker & van der Merwe                                 | 2009           |
| Uromyces longipedicellaris                                 | Ramachar & A.Sudh. Rao                                    | 1985           |
| Uromyces longipes                                          | (Lasch) Tranzschel                                        | 1939           |
| Uromyces loranthi                                          | H.S. Jacks.                                               | 1927           |
| Uromyces lotononidicola                                    | Berndt                                                    | 2006           |
| Uromyces lugubris                                          | Kalchbr.                                                  | 1882           |
| Uromyces lupini                                            | Berk. & M.A. Curtis                                       | 1860           |
| Uromyces lupinicola                                        | Bubák                                                     | 1902           |
| Uromyces lychnidis                                         | Tracy & Earle                                             | 1895           |
| Uromyces lygei                                             | P. Syd. & Syd.                                            | 1910           |
| Uromyces macounianus                                       | Ellis & Everh.                                            | 1893           |
| Uromyces macowanii                                         | Bubák                                                     | 1902           |
| Uromyces magnatus                                          | (Arthur) Arthur                                           | 1917           |
| Uromyces magnusii                                          | Kleb.                                                     | 1913           |
| Uromyces maireanus                                         | P. Syd. & Syd.                                            | 1910           |
| Uromyces major                                             | Arthur                                                    | 1911           |
| Uromyces malloti                                           | Henn.                                                     | 1892           |
| Uromyces mangenotii                                        | Mayor & Vienn.-Bourg.                                     | 1949           |
| Uromyces manihoticola                                      | Henn.                                                     | 1895           |
| Uromyces manihotis                                         | Henn.                                                     | 1895           |
| Uromyces manihotis-catingae                                | Henn.                                                     | 1908           |
| Uromyces marinus                                           | Guyot & Malençon                                          | 1957           |
| Uromyces martinii                                          | Farl.                                                     | 1883           |
| Uromyces massoniae                                         | Doidge                                                    | 1939           |
| Uromyces matiniae                                          | M. Abbasi                                                 | 2021           |
| Uromyces mayorii                                           | Tranzschel                                                | 1913           |
| Uromyces mbelensis                                         | Henn.                                                     | 1907           |
| Uromyces mcnabbii                                          | Cummins                                                   | 1971           |
| Uromyces megalosporus                                      | Speg.                                                     | 1898           |
| Uromyces meimerlianus                                      | Magnus                                                    | 1907           |
| Uromyces melandrii                                         | Dietel & Neger                                            | 1897           |
| Uromyces melantherae                                       | Cooke                                                     | 1882           |
| Uromyces melasphaerulae                                    | Syd. & P. Syd.                                            | 1904           |
| Uromyces melothriae                                        | Henn.                                                     | 1893           |
| Uromyces menyanthis                                        | Azbukina & Zenkova                                        | 1966           |
| Uromyces mercurialis                                       | Henn.                                                     | 1902           |
| Uromyces mexicanus                                         | Dietel & Holw.                                            | 1897           |
| Uromyces meygounensis                                      | Petr.                                                     | 1955           |
| Uromyces microchloae                                       | Syd. & P. Syd.                                            | 1903           |
| Uromyces microsorus                                        | Kalchbr. & Cooke                                          | 1882           |
| Uromyces microtidis                                        | Cooke                                                     | 1885           |
| Uromyces miersiae                                          | Gäum.                                                     | 1936           |
| Uromyces mikaniae                                          | Viégas                                                    | 1945           |
| Uromyces minimus                                           | Davis                                                     | 1894           |
| Uromyces minor (Gladde klaverroest)                        | J. Schröt.                                                | 1887           |
| Uromyces minutus                                           | Dietel                                                    | 1897           |
| Uromyces miurae                                            | Syd. & P. Syd.                                            | 1913           |
| Uromyces moehringiae                                       | S. Ito & Hirats. f.                                       | 1926           |
| Uromyces moesiacus                                         | Lindtner & Vienn.-Bourg.                                  | 1959           |
| Uromyces mogianensis                                       | Bubák                                                     | 1902           |
| Uromyces mongolicus                                        | U. Braun & G. Hirsch                                      | 1988           |
| Uromyces monspessulanus                                    | Tranzschel                                                | 1910           |
| Uromyces montanoae                                         | Arthur & Holw.                                            | 1918           |
| Uromyces montanus                                          | Arthur                                                    | 1905           |
| Uromyces montis-ferrati                                    | Maire                                                     | 1931           |
| Uromyces moraeae                                           | Syd. & P. Syd.                                            | 1912           |
| Uromyces mucunae                                           | Rabenh.                                                   | 1878           |
| Uromyces muhlenbergiae                                     | S. Ito                                                    | 1909           |
| Uromyces mulgedii                                          | Lindr.                                                    | 1901           |
| Uromyces mulini                                            | J. Schröt.                                                | 1896           |
| Uromyces musae                                             | Henn.                                                     | 1907           |
| Uromyces muscari (Hyacintroest)                            | (Duby) Niessl                                             | 1864           |
| Uromyces mussooriensis                                     | Syd. & P. Syd.                                            | 1906           |
| Uromyces myosotidis                                        | Bahç.                                                     | 2015           |
| Uromyces myristicus                                        | Berk. & M.A. Curtis                                       | 1874           |
| Uromyces myrsines                                          | Dietel                                                    | 1897           |
| Uromyces mysticus                                          | Arthur                                                    | 1911           |
| Uromyces namaqualandus                                     | Mennicken, W. Maier & Oberw.                              | 2005           |
| Uromyces nassauviae                                        | J.C. Lindq.                                               | 1943           |
| Uromyces nassellae                                         | Cummins                                                   | 1956           |
| Uromyces natalensis                                        | Magnus                                                    | 1896           |
| Uromyces natricis                                          | A.L. Guyot                                                | 1951           |
| Uromyces nattrassii                                        | Cummins                                                   | 1943           |
| Uromyces naucinus                                          | Berndt                                                    | 2013           |
| Uromyces necopinus                                         | Cummins                                                   | 1941           |
| Uromyces neotropicalis                                     | J.R. Hern. & Aime                                         | 2005           |
| Uromyces nerviphilus                                       | (Grognot) Hotson                                          | 1925           |
| Uromyces nevadensis                                        | Harkn.                                                    | 1884           |
| Uromyces nidificans                                        | Tranzschel                                                | 1907           |
| Uromyces nilagiricus                                       | T.S. Ramakr. & K. Ramakr.                                 | 1950           |
| Uromyces niteroyensis                                      | Rangel                                                    | 1917           |
| Uromyces nordenskjoldii                                    | Dietel                                                    | 1899           |
| Uromyces notabilis                                         | Wakef.                                                    | 1949           |
| Uromyces nothoscordi                                       | Syd. & P. Syd.                                            | 1901           |
| Uromyces novissimus                                        | Speg.                                                     | 1880           |
| Uromyces numidicus                                         | Maire                                                     | 1931           |
| Uromyces nyikensis                                         | Syd. & P. Syd.                                            | 1904           |
| Uromyces nymphoidis                                        | Săvul.                                                    | 1939           |
| Uromyces oaxacanus                                         | Dietel & Holw.                                            | 1901           |
| Uromyces oberwinklerianus                                  | Berndt                                                    | 2004           |
| Uromyces obesus                                            | Durrieu                                                   | 1987           |
| Uromyces oblectaneus                                       | H.S. Jacks. & Holw.                                       | 1926           |
| Uromyces oblongisporus                                     | Ellis & Everh.                                            | 1898           |
| Uromyces oblongus                                          | Vize                                                      | 1877           |
| Uromyces obscurus                                          | Dietel & Holw.                                            | 1897           |
| Uromyces occidentalis                                      | Dietel                                                    | 1903           |
| Uromyces occultus                                          | J.C. Lindq.                                               | 1951           |
| Uromyces ocimi                                             | Hansf.                                                    | 1949           |
| Uromyces oedipus                                           | Dietel                                                    | 1905           |
| Uromyces oenotherae                                        | Burrill                                                   | 1884           |
| Uromyces oliveirae                                         | J. Anikster & I. Wahl                                     | 1967           |
| Uromyces ononidis                                          | Pass.                                                     | 1874           |
| Uromyces ophiorrhizae                                      | Gäum.                                                     | 1921           |
| Uromyces orbicularis                                       | Dietel                                                    | 1897           |
| Uromyces orchidearum                                       | Cooke & Massee                                            | 1888           |
| Uromyces orientalis                                        | Syd. & P. Syd.                                            | 1907           |
| Uromyces ornatipes                                         | Arthur                                                    | 1915           |
| Uromyces ornithopodioides                                  | Gonz. Frag.                                               | 1913           |
| Uromyces orobi-tuberosi                                    | (Pers.) Liro                                              | 1935           |
| Uromyces orthosiphonis                                     | T.S. Ramakr. & Sriniv.                                    | 1950           |
| Uromyces otakou                                            | G. Cunn.                                                  | 1923           |
| Uromyces otaviensis                                        | Mennicken, W. Maier & Oberw.                              | 2005           |
| Uromyces ovalis                                            | Dietel                                                    | 1905           |
| Uromyces ovirensis                                         | Jaap                                                      | 1908           |
| Uromyces pachyceps                                         | Lagerh.                                                   | 1910           |
| Uromyces pallidus                                          | Niessl                                                    | 1872           |
| Uromyces panici-sanguinalis                                | Rangel                                                    | 1917           |
| Uromyces pannosus                                          | Vestergr.                                                 | 1905           |
| Uromyces papillatus                                        | Kalchbr. & Cooke                                          | 1882           |
| Uromyces paradoxus                                         | Syd. & P. Syd.                                            | 1909           |
| Uromyces parilis                                           | Syd.                                                      | 1935           |
| Uromyces paspalicola                                       | Arthur & Holw.                                            | 1925           |
| Uromyces paulshoekensis                                    | Mennicken, W. Maier & Oberw.                              | 2005           |
| Uromyces pavgii                                            | R.N. Goswami & Ngachan                                    | 1979           |
| Uromyces pavoniae                                          | Arthur                                                    | 1904           |
| Uromyces pazschkeanus                                      | Henn.                                                     | 1893           |
| Uromyces peckianus                                         | Farl.                                                     | 1883           |
| Uromyces peglerae                                          | Pole-Evans                                                | 1914           |
| Uromyces peireskiae                                        | Dietel                                                    | 1899           |
| Uromyces pencanus                                          | (Dietel & Neger) Arthur & Holw.                           | 1925           |
| Uromyces penniseti                                         | S. Ahmad                                                  | 1961           |
| Uromyces pentaceae                                         | D.K. Agarwal                                              | 2003           |
| Uromyces pentaschistidis                                   | Gjaerum                                                   | 1988           |
| Uromyces peracarpae                                        | S. Ito & Tochinai                                         | 1926           |
| Uromyces peraffinis                                        | Dietel                                                    | 1922           |
| Uromyces pereskiae                                         | H.S. Jacks. & Holw.                                       | 1931           |
| Uromyces perigynius                                        | Halst.                                                    | 1889           |
| Uromyces perlebiae                                         | Vestergr.                                                 | 1905           |
| Uromyces permeritus                                        | Cummins                                                   | 1940           |
| Uromyces persicus                                          | Syd. & P. Syd.                                            | 1908           |
| Uromyces petitmenginii                                     | Maire                                                     | 1930           |
| Uromyces phacae-frigidae                                   | (Wahlenb.) Har.                                           | 1893           |
| Uromyces phalaridicola                                     | Katajev                                                   | 1951           |
| Uromyces phaseolicola                                      | Speg.                                                     | 1909           |
| Uromyces phlei-michelii                                    | Cruchet                                                   | 1916           |
| Uromyces phlogacanthi                                      | Gäum.                                                     | 1922           |
| Uromyces phtirusae                                         | Mayor                                                     | 1914           |
| Uromyces phyllachoroides                                   | Henn.                                                     | 1901           |
| Uromyces physanthyllidis                                   | Vienn.-Bourg.                                             | 1950           |
| Uromyces phyteumatum                                       | (DC.) Niessl                                              | 1864           |
| Uromyces pianhyensis                                       | Henn.                                                     | 1908           |
| Uromyces pictus                                            | Thüm.                                                     | 1879           |
| Uromyces pieningii                                         | Cummins                                                   | 1960           |
| Uromyces pisi-sativi (Cipreswolfsmelk-vlinderbloemenroest) | (Pers.) Liro                                              | 1908           |
| Uromyces pittospori                                        | Henn.                                                     | 1891           |
| Uromyces planiusculus                                      | (Mont.) Jørst.                                            | 1947           |
| Uromyces plantaginis                                       | Vestergr.                                                 | 1910           |
| Uromyces plumbarius                                        | Peck                                                      | 1879           |
| Uromyces poae-alpinae                                      | Rytz                                                      | 1910           |
| Uromyces poinsettiae                                       | Tranzschel                                                | 1910           |
| Uromyces poiretiae                                         | Syd.                                                      | 1934           |
| Uromyces polemanniae                                       | Kalchbr. & Cooke                                          | 1882           |
| Uromyces poliotelis                                        | Syd.                                                      | 1925           |
| Uromyces politus                                           | (Berk.) McAlpine                                          | 1906           |
| Uromyces polycnemi                                         | McAlpine                                                  | 1906           |
| Uromyces polygalae                                         | Grove                                                     | 1916           |
| Uromyces polygoni-avicularis (Eencellige varkensgrasroest) | (Pers.) G.H. Otth                                         | 1864           |
| Uromyces polymniae                                         | (Henn.) Dietel & Holw.                                    | 1901           |
| Uromyces polymorphus                                       | Peck & Clinton                                            | 1878           |
| Uromyces polytriadicola                                    | Arthur & Cummins                                          | 1936           |
| Uromyces pontederiae                                       | W.R. Gerard                                               | 1875           |
| Uromyces pontederiicola                                    | Speg.                                                     | 1925           |
| Uromyces poonensis                                         | W.D. More & Moniz                                         | 1964           |
| Uromyces porcensis                                         | Mayor                                                     | 1914           |
| Uromyces porosus                                           | (Peck) H.S. Jacks.                                        | 1918           |
| Uromyces pozoae                                            | Dietel & Neger                                            | 1899           |
| Uromyces prangi                                            | Har.                                                      | 1900           |
| Uromyces pratensis                                         | Juel                                                      | 1905           |
| Uromyces pratiae                                           | Speg.                                                     | 1887           |
| Uromyces pretoriensis                                      | Doidge                                                    | 1927           |
| Uromyces primaverilis                                      | Speg.                                                     | 1881           |
| Uromyces primulae-integrifoliae                            | (DC.) Niessl                                              | 1872           |
| Uromyces prismaticus                                       | Vienn.-Bourg.                                             | 1958           |
| Uromyces privae                                            | Syd. & P. Syd.                                            | 1907           |
| Uromyces probus                                            | Arthur                                                    | 1911           |
| Uromyces procerus                                          | J.C. Lindq.                                               | 1960           |
| Uromyces propinquus                                        | P. Syd. & Syd.                                            | 1910           |
| Uromyces prosopidis                                        | (Jacz.) Jacz.                                             | 1915           |
| Uromyces pseudarthriae                                     | Cooke                                                     | 1882           |
| Uromyces psoraleae                                         | Peck                                                      | 1881           |
| Uromyces psychotriae                                       | Henn.                                                     | 1904           |
| Uromyces pteroclaenae                                      | Lindr.                                                    | 1902           |
| Uromyces pulchellus                                        | Ellis & Everh.                                            | 1895           |
| Uromyces pulvinatus                                        | Kalchbr. & Cooke                                          | 1880           |
| Uromyces punctiformis                                      | Syd. & P. Syd.                                            | 1901           |
| Uromyces purpureus                                         | Lagerh.                                                   | 1889           |
| Uromyces pustulatus                                        | Wakef.                                                    | 1922           |
| Uromyces puttemansii                                       | Rangel                                                    | 1917           |
| Uromyces pyriformis                                        | Cooke                                                     | 1878           |
| Uromyces quaggafonteinus                                   | Mennicken & Oberw.                                        | 2004           |
| Uromyces quinchamalii                                      | Neger                                                     | 1896           |
| Uromyces ramacharii                                        | Ravinder & Bagyan.                                        | 1994           |
| Uromyces ranunculi-distichophylli                          | Semadeni                                                  | 1906           |
| Uromyces rapaneae                                          | Henn.                                                     | 1908           |
| Uromyces ratoides                                          | Jørst.                                                    | 1956           |
| Uromyces ratus                                             | H.S. Jacks. & Holw.                                       | 1932           |
| Uromyces rayssiae                                          | J. Anikster & I. Wahl                                     | 1967           |
| Uromyces rebeccae                                          | Bruckart, M. Abbasi & Aime                                | 2020           |
| Uromyces regius                                            | Vestergr.                                                 | 1905           |
| Uromyces reichei                                           | Dietel                                                    | 1908           |
| Uromyces reichertii                                        | J. Anikster & I. Wahl                                     | 1967           |
| Uromyces renovatus                                         | P. Syd. & Syd.                                            | 1909           |
| Uromyces reticulatus                                       | (Thüm.) Bubák                                             | 1902           |
| Uromyces reynoldsii                                        | Thaung                                                    | 2009           |
| Uromyces rhinacanthi                                       | Cummins                                                   | 1952           |
| Uromyces rhodesicus                                        | Wakef.                                                    | 1931           |
| Uromyces rhynchosporae                                     | Ellis                                                     | 1893           |
| Uromyces ribicola                                          | H.S. Jacks. & Holw.                                       | 1931           |
| Uromyces rickerianus                                       | Arthur                                                    | 1902           |
| Uromyces riloensis                                         | Hinkova                                                   | 1963           |
| Uromyces romuleae                                          | Van der Byl & Werderm.                                    | 1923           |
| Uromyces rostratus                                         | Henn.                                                     | 1896           |
| Uromyces rottboelliae                                      | Arthur                                                    | 1902           |
| Uromyces rubidus                                           | Arthur & Holw.                                            | 1925           |
| Uromyces rudbeckiae                                        | Arthur & Holw.                                            | 1885           |
| Uromyces ruelliae                                          | Holw.                                                     | 1904           |
| Uromyces rugosus                                           | Arthur                                                    | 1905           |
| Uromyces rugulosus                                         | Pat.                                                      | 1888           |
| Uromyces ruiz-leali                                        | J.C. Lindq.                                               | 1949           |
| Uromyces rumicis (Speenkruid-zuringroest)                  | (Schumach.) G. Winter                                     | 1884           |
| Uromyces rumicis-tingitani                                 | (DC.) Malençon                                            | 1946           |
| Uromyces rzedowskii                                        | J.F. Hennen & Cummins                                     | 1973           |
| Uromyces sabineae                                          | Arthur                                                    | 1917           |
| Uromyces saginatus                                         | Syd.                                                      | 1928           |
| Uromyces sakawensis                                        | Henn.                                                     | 1903           |
| Uromyces salicorniae (Zeekraalroest)                       | (DC.) de Bary                                             | 1870           |
| Uromyces salmeae                                           | Arthur & Holw.                                            | 1918           |
| Uromyces salpichroae                                       | H.S. Jacks. & Holw.                                       | 1932           |
| Uromyces salsolae                                          | Rabenh.                                                   | 1871           |
| Uromyces sasaensis                                         | Gjaerum                                                   | 1986           |
| Uromyces satarensis                                        | P.B. Chavan & Bakare                                      | 1973           |
| Uromyces saulensis                                         | Berndt                                                    | 2013           |
| Uromyces saururi                                           | Henn.                                                     | 1902           |
| Uromyces saussureae                                        | P. Karst.                                                 | 1904           |
| Uromyces savulescui                                        | Rayss                                                     | 1937           |
| Uromyces scaberulus                                        | L. Guo & Y.C. Wang                                        | 1987           |
| Uromyces scaevolae                                         | G. Cunn.                                                  | 1930           |
| Uromyces schanginiae                                       | Thüm.                                                     | 1878           |
| Uromyces schinzianus                                       | Henn.                                                     | 1906           |
| Uromyces schismi                                           | Jørst.                                                    | 1957           |
| Uromyces schoenanthi                                       | Syd. & P. Syd.                                            | 1906           |
| Uromyces schweinfurthii                                    | Henn.                                                     | 1891           |
| Uromyces scillinus                                         | (Durieu & Mont.) Har.                                     | 1913           |
| Uromyces scirpi-maritimi                                   | Hirats. f. & Yoshin.                                      | 1942           |
| Uromyces scirpinus                                         | Syd.                                                      | 1931           |
| Uromyces scleranthi                                        | Rostr.                                                    | 1897           |
| Uromyces scleriae                                          | Henn.                                                     | 1899           |
| Uromyces sclerochloae                                      | Tranzschel                                                | 1907           |
| Uromyces scleropoae                                        | Baudyš & Picb.                                            | 1928           |
| Uromyces scrophulariae                                     | (DC.) Fuckel                                              | 1870           |
| Uromyces scutellatus (Misvormende uromyceswolfsmelkroest)  | (Schrank) Niessl                                          | 1864           |
| Uromyces secamones                                         | Wakef.                                                    | 1917           |
| Uromyces sedi                                              | Gäum.                                                     | 1954           |
| Uromyces seditiosus                                        | F. Kern                                                   | 1911           |
| Uromyces seligeri                                          | Tranzschel & Erem.                                        | 1939           |
| Uromyces sellierae                                         | G. Cunn.                                                  | 1930           |
| Uromyces semnanensis                                       | Gjaerum                                                   | 1991           |
| Uromyces senecionicola                                     | Arthur                                                    | 1905           |
| Uromyces senecionis-gigantis                               | Gjaerum                                                   | 1977           |
| Uromyces senorensis                                        | J.F. Hennen & Cummins                                     | 1967           |
| Uromyces sepultus                                          | Mains                                                     | 1935           |
| Uromyces seseli-graminis                                   | E. Fisch.                                                 | 1906           |
| Uromyces seselis                                           | Sousa da Câmara                                           | 1949           |
| Uromyces sesseae                                           | Lagerh.                                                   | 1910           |
| Uromyces setariae-italicae                                 | Yoshino                                                   | 1906           |
| Uromyces shahrudensis                                      | Petr.                                                     | 1949           |
| Uromyces shearianus                                        | Arthur                                                    | 1919           |
| Uromyces shikokianus                                       | Kusano                                                    | 1905           |
| Uromyces sii-latifolii                                     | P. Karst.                                                 | 1904           |
| Uromyces silenes                                           | (Schltdl.) Fuckel                                         | 1870           |
| Uromyces silenes-chloraefoliae                             | Vienn.-Bourg.                                             | 1958           |
| Uromyces silenes-ponticae                                  | Const.                                                    | 1916           |
| Uromyces silksvleyensis                                    | Mennicken & Oberw.                                        | 2004           |
| Uromyces silphii (Zonnekroon-rusroest)                     | (Syd. & P. Syd.) Arthur                                   | 1907           |
| Uromyces simulans                                          | Peck                                                      | 1879           |
| Uromyces siphocampyli-gigantei                             | Berndt                                                    | 1999           |
| Uromyces sisyrinchiicola                                   | Speg.                                                     | 1924           |
| Uromyces skottsbergii                                      | Jørst.                                                    | 1957           |
| Uromyces smilacis                                          | Mayor                                                     | 1914           |
| Uromyces snowdeniae                                        | Cummins                                                   | 1956           |
| Uromyces socius                                            | Arthur & Holw.                                            | 1918           |
| Uromyces solani                                            | Dietel & Holw.                                            | 1897           |
| Uromyces solariae                                          | Dietel                                                    | 1908           |
| Uromyces solidaginis                                       | (Sommerf.) Fuckel                                         | 1860           |
| Uromyces solidaginis-caricis                               | Arthur                                                    | 1904           |
| Uromyces solidus                                           | Berk. & M.A. Curtis                                       | 1874           |
| Uromyces sommerfeltii                                      | Hyl., Jørst. & Nannf.                                     | 1953           |
| Uromyces sonorensis                                        | J.F. Hennen & Cummins                                     | 1967           |
| Uromyces sophorae                                          | Peck                                                      | 1885           |
| Uromyces sophorae-flavescentis                             | Kusano                                                    | 1904           |
| Uromyces sophorae-japonicae                                | Dietel                                                    | 1902           |
| Uromyces sophorae-viciifoliae                              | F.L. Tai                                                  | 1947           |
| Uromyces sparaxadis                                        | Syd. & P. Syd.                                            | 1904           |
| Uromyces sparaxidis                                        | Syd. & P. Syd.                                            | 1904           |
| Uromyces sparganii                                         | Cooke & Peck                                              | 1874           |
| Uromyces sparsus (Schijnspurrieroest)                      | (J.C. Schmidt & Kunze) Cooke                              | 1866           |
| Uromyces spartii-juncei                                    | P. Syd. & Syd.                                            | 1909           |
| Uromyces speciosus                                         | Holw.                                                     | 1905           |
| Uromyces spegazzinii                                       | (De Toni) Arthur                                          | 1910           |
| Uromyces spermacoces                                       | (Schwein.) Thüm.                                          | 1867           |
| Uromyces sphaericus                                        | H.S. Jacks. & Holw.                                       | 1932           |
| Uromyces sphaerocarpus                                     | Syd. & P. Syd.                                            | 1904           |
| Uromyces sphaerophysae                                     | Pospelov ex Nevod.                                        | 1952           |
| Uromyces splendens                                         | A. Blytt                                                  | 1896           |
| Uromyces sporoboli                                         | Ellis & Everh.                                            | 1893           |
| Uromyces sporobolicola                                     | J.C. Lindq.                                               | 1963           |
| Uromyces sporoboloides                                     | Cummins                                                   | 1956           |
| Uromyces spragueae                                         | Harkn.                                                    | 1884           |
| Uromyces standleyanus                                      | Arthur                                                    | 1924           |
| Uromyces statices                                          | Berk. & M.A. Curtis                                       | 1860           |
| Uromyces statices-mucronatae                               | Malençon                                                  | 1936           |
| Uromyces statices-sinensis                                 | Liou & Y.C. Wang                                          | 1935           |
| Uromyces steironematis                                     | Arthur                                                    | 1917           |
| Uromyces stellariae                                        | Syd. & P. Syd.                                            | 1908           |
| Uromyces stellariae-saxatilis                              | L. Guo & Y.C. Wang                                        | 1987           |
| Uromyces stenorrhynchi                                     | Henn.                                                     | 1904           |
| Uromyces stipinus                                          | Tranzschel & Erem.                                        | 1939           |
| Uromyces strauchii                                         | Doidge                                                    | 1928           |
| Uromyces striatellus                                       | Tranzschel                                                | 1910           |
| Uromyces striatus                                          | J. Schröt.                                                | 1870           |
| Uromyces striolatus                                        | Tranzschel                                                | 1910           |
| Uromyces strobilanthis                                     | Barclay                                                   | 1890           |
| Uromyces strumariae                                        | A.R. Wood                                                 | 2002           |
| Uromyces struthanthi                                       | Perd.-Sánch.                                              | 2014           |
| Uromyces stylochaetonis                                    | Doidge                                                    | 1927           |
| Uromyces sublevis                                          | Tranzschel                                                | 1910           |
| Uromyces substriatus                                       | Syd. & P. Syd.                                            | 1906           |
| Uromyces suksdorfii                                        | Dietel & Holw.                                            | 1895           |
| Uromyces superfixus                                        | Vestergr.                                                 | 1905           |
| Uromyces superfluus                                        | P. Syd. & Syd.                                            | 1910           |
| Uromyces superstomatalis                                   | Berndt                                                    | 2013           |
| Uromyces suzukii                                           | Sawada ex Hirats. f.                                      | 1959           |
| Uromyces symaethidis                                       | W. Schneid.                                               | 1927           |
| Uromyces tairae                                            | Hirats. f.                                                | 1940           |
| Uromyces taleshensis                                       | M. Abbasi                                                 | 2021           |
| Uromyces tarapotensis                                      | Henn.                                                     | 1904           |
| Uromyces teheranicus                                       | Petr.                                                     | 1957           |
| Uromyces tehuelches                                        | Speg.                                                     | 1925           |
| Uromyces tener                                             | J. Schröt.                                                | 1896           |
| Uromyces tenuicutis                                        | McAlpine                                                  | 1906           |
| Uromyces tenuistipes                                       | Dietel & Holw.                                            | 1897           |
| Uromyces teodorescui                                       | Rayss                                                     | 1937           |
| Uromyces tepicensis                                        | J.F. Hennen & Cummins                                     | 1973           |
| Uromyces tessariae                                         | (Speg.) J.C. Lindq.                                       | 1948           |
| Uromyces thapsi                                            | Opiz ex Bubák                                             | 1906           |
| Uromyces thellungi                                         | Maire                                                     | 1917           |
| Uromyces thelymitrae                                       | McAlpine                                                  | 1906           |
| Uromyces thermopsidicola                                   | Shimab.                                                   | 1957           |
| Uromyces tinctoriicola                                     | Magnus                                                    | 1896           |
| Uromyces tingitanus                                        | Henn.                                                     | 1904           |
| Uromyces tolerandus                                        | H.S. Jacks. & Holw.                                       | 1931           |
| Uromyces tomentellus                                       | Cooke                                                     | 1878           |
| Uromyces tordillensis                                      | Speg.                                                     | 1898           |
| Uromyces tosensis                                          | Henn.                                                     | 1903           |
| Uromyces tournefortiae                                     | Henn.                                                     | 1908           |
| Uromyces tragi                                             | Wakef. & Hansf.                                           | 1949           |
| Uromyces transcaspicus                                     | Petr.                                                     | 1940           |
| Uromyces transversalis                                     | (Thüm.) G. Winter                                         | 1884           |
| Uromyces tranzschelii                                      | Syd. & P. Syd.                                            | 1910           |
| Uromyces traucoensis                                       | Monteal. & Oehrens                                        | 1988           |
| Uromyces triandrae                                         | T.S. Ramakr. & Sriniv.                                    | 1950           |
| Uromyces trichoclines                                      | Henn.                                                     | 1899           |
| Uromyces tricholenae                                       | Gonz. Frag. & Cif.                                        | 1925           |
| Uromyces trichoneurae                                      | Doidge                                                    | 1939           |
| Uromyces tricorynes                                        | McAlpine                                                  | 1895           |
| Uromyces trifolii-megalanthi                               | (Dietel & Neger) H.S. Jacks. & Holw.                      | 1931           |
| Uromyces trifolii-purpurei                                 | Const.                                                    | 1916           |
| Uromyces trifolii-repentis                                 | Liro                                                      | 1906           |
| Uromyces trigonellae                                       | Pass.                                                     | 1873           |
| Uromyces trigonellae-occultae                              | Henn.                                                     | 1902           |
| Uromyces tripogonicola                                     | Payak & Thirum.                                           | 1957           |
| Uromyces tripogonis-sinensis                               | Y.C. Wang                                                 | 1965           |
| Uromyces tripsaci                                          | F. Kern & Thurst.                                         | 1943           |
| Uromyces triquetrus                                        | Cooke                                                     | 1862           |
| Uromyces triseti                                           | Katajev                                                   | 1951           |
| Uromyces triteleiae                                        | Dietel & Neger                                            | 1897           |
| Uromyces trollii-caroli                                    | Ulbr.                                                     | 1938           |
| Uromyces trollipii                                         | Kalchbr. & MacOwan                                        | 1882           |
| Uromyces tropaeoli                                         | Ranoj.                                                    | 1914           |
| Uromyces truncatulus                                       | Trotter                                                   | 1904           |
| Uromyces truncicola                                        | Henn. & Shirai                                            | 1900           |
| Uromyces tuberculatus                                      | (Fuckel) Fuckel                                           | 1870           |
| Uromyces tulipae                                           | Dietel                                                    | 1900           |
| Uromyces tungurahuensis                                    | Syd.                                                      | 1939           |
| Uromyces turcomanicus                                      | Katajev                                                   | 1952           |
| Uromyces tylosemae                                         | Gjaerum                                                   | 1990           |
| Uromyces uleanus                                           | Dietel                                                    | 1897           |
| Uromyces umiamensis                                        | Berndt & Baiswar                                          | 2009           |
| Uromyces undulatoparietis                                  | B. Li                                                     | 1987           |
| Uromyces undulatus                                         | Tranzschel                                                | 1910           |
| Uromyces unioniensis                                       | Viégas                                                    | 1945           |
| Uromyces unitus                                            | Peck                                                      | 1883           |
| Uromyces urariae                                           | B. Li                                                     | 1987           |
| Uromyces urbanianus                                        | Henn.                                                     | 1897           |
| Uromyces urgineae                                          | M.S. Patil                                                | 1992           |
| Uromyces ushuwaiensis                                      | Speg.                                                     | 1924           |
| Uromyces ustalis                                           | Tranzschel                                                | 1933           |
| Uromyces usterianus                                        | Dietel                                                    | 1908           |
| Uromyces valens                                            | F. Kern                                                   | 1910           |
| Uromyces valerianae (Eencellige valeriaanroest)            | (Schumach.) Fuckel                                        | 1870           |
| Uromyces valerianae-microphyllae                           | Berndt                                                    | 1998           |
| Uromyces valerianae-wallichii                              | (Dietel) Arthur & Cummins                                 | 1933           |
| Uromyces valesiacus                                        | E. Fisch.                                                 | 1902           |
| Uromyces vanderystii                                       | Henn.                                                     | 1907           |
| Uromyces vankyorum                                         | Berndt                                                    | 2002           |
| Uromyces venustus                                          | Dietel & Holw.                                            | 1901           |
| Uromyces veratri                                           | (DC.) J. Schröt.                                          | 1870           |
| Uromyces verbasci                                          | Niessl                                                    | 1864           |
| Uromyces verrucosae-craccae                                | Mayor                                                     | 1931           |
| Uromyces verruculosus                                      | J. Schröt.                                                | 1873           |
| Uromyces verus                                             | H.S. Jacks. & Holw.                                       | 1931           |
| Uromyces vesicatorius                                      | (Bubák) Nattrass                                          | 1937           |
| Uromyces vesiculosus                                       | G. Winter                                                 | 1885           |
| Uromyces vestergrenii                                      | P. Syd. & Syd.                                            | 1909           |
| Uromyces viciae-craccae                                    | Const.                                                    | 1904           |
| Uromyces viciae-fabae (Tuinboon-wikkeroest)                | (Pers.) J. Schröt.                                        | 1875           |
| Uromyces viciae-unijugae                                   | S. Ito                                                    | 1922           |
| Uromyces vicinus                                           | H.S. Jacks. & Holw.                                       | 1931           |
| Uromyces vicosensis                                        | R.T. Almeida                                              | 1977           |
| Uromyces viegasii                                          | R.T. Almeida                                              | 1977           |
| Uromyces viennot-bourginii                                 | J. Anikster & I. Wahl                                     | 1967           |
| Uromyces vignae                                            | Barclay                                                   | 1891           |
| Uromyces vignae-luteolae                                   | Henn.                                                     | 1907           |
| Uromyces vignae-sinensis                                   | Miura                                                     | 1928           |
| Uromyces visci                                             | T. Majewski & K.A. Nowak                                  | 1982           |
| Uromyces volkartii                                         | Gäum. & Terrier                                           | 1952           |
| Uromyces vossiae                                           | Barclay                                                   | 1890           |
| Uromyces vulpiae                                           | Sousa da Câmara                                           | 1949           |
| Uromyces waipoua                                           | McNabb                                                    | 1966           |
| Uromyces wartoensis                                        | Petr.                                                     | 1942           |
| Uromyces wedeliae                                          | Henn.                                                     | 1904           |
| Uromyces wedeliae-biflorae                                 | Boedijn                                                   | 1940           |
| Uromyces wellingtonicus                                    | T.S. Ramakr. & K. Ramakr.                                 | 1948           |
| Uromyces wiehei                                            | Cummins                                                   | 1952           |
| Uromyces wolfii                                            | Cummins                                                   | 1952           |
| Uromyces wulffiae                                          | Henn.                                                     | 1904           |
| Uromyces wulffiae-stenoglossae                             | Dietel                                                    | 1908           |
| Uromyces yakushimensis                                     | Hirats. f. & Katsuki                                      | 1952           |
| Uromyces yatsugatakensis                                   | Hirats. f.                                                | 1935           |
| Uromyces yoshinagae                                        | Henn.                                                     | 1901           |
| Uromyces yurimaguasensis                                   | Henn.                                                     | 1904           |
| Uromyces zeyheri                                           | Bubák                                                     | 1910           |
| Uromyces zigadeni                                          | Peck                                                      | 1881           |
| Uromyces zizaniae-latifoliae                               | Sawada                                                    | 1922           |